# Julius Wilhelm Albert Wigand
Julius Wilhelm Albert Wigand (ur. 21 kwietnia 1821 w Treysa, zm. 22 października 1886 w Marburgu) – niemiecki botanik.

## Wybrane prace
- Grundlegung der Pflanzenteratologie (1850)
- Eine Reihe von Beobachtungen an Bildungsabweichungen aus dem Pflanzenreich (1854)
- Der Darwinismus und die Naturforschung Newton’s und Cuvier’s (3 Bände, 1874–1877)